# Revolutie van Zanzibar
De revolutie van Zanzibar vond plaats op 12 januari 1964 in het Sultanaat Zanzibar. Communistische rebellen gooiden de in december 1963 verkozen regering omver, waarbij ze ook de heerser Sultan Jamsjiid Bin Abdalla verjoegen. Na de revolutie riepen de rebellen de Volksrepubliek Zanzibar en Pemba uit. Drie maanden na de machtsovername ging Zanzibar samen met de Republiek Tanganyika en vormden de nieuwe staat Tanzania.

## Coup
De revolutie van Zanzibar vond plaats op één dag: 12 januari 1964. De rebellen namen in drie uur tijd de macht op het eiland over. De staatsgreep werd uitgevoerd door ongeveer 600 Afrikaanse rebellen, via de radio communiceerden de rebellen dat hun troepenmacht vele malen groter was. De rebellen werden aangevoerd door John Okello, die zichzelf tot 'veldmaarschalk' benoemde. John Okello was geen bekende op Zanzibar, hij werkte er als huisschilder. Okello was oorspronkelijk afkomstig van het vasteland, waarschijnlijk uit Oeganda. Naar eigen zeggen had Okello in zijn dromen van God de opdracht gekregen om de machtspositie van de Arabieren op Zanzibar en Pemba te breken en een revolutionaire staat te stichten. 
Niemand had de revolutie aan zien komen. Hierdoor konden de rebellen de verraste politie snel ontwapenen. Ze namen de belangrijkste gebouwen in Stone Town in en verdreven de regeringsfunctionarissen. Okello beval Sultan Jamsjiid Bin Abdalla om zelfmoord te plegen. De Sultan wist echter met zijn familie en enkele ministers te ontkomen en vluchtte naar het Verenigd Koninkrijk. Sultan Sayyid Jamshid bin ‘Abdu’llah GCMG leeft sindsdien in ballingschap, eerst in Londen en later in Portsmouth.

## Etnisch geweld
De communistische rebellen namen de macht direct over. In hun overwinningsroes richtten de communistische rebellen zich tegen de Arabische- en Aziatische eilandbewoners. De communisten vonden dat ze door hen onderdrukt en uitgebuit waren. De macht in Zanzibar was grotendeels in handen van Arabieren, de Aziaten (vooral Indiërs) deden het goed in de handel en waren in vergelijking met anderen welvarend. Direct na de revolutie vond er een massamoord plaats op Arabieren en Aziaten, de slachting kostte naar schatting tussen de 5.000 en 12.000 van hen het leven. De revolutie en de daaropvolgende massamoord is nooit erg bekend geworden. Het toeval wil dat net in die periode en in die omgeving de Italiaanse filmer Gualtiero Jacopetti de film Africa Addio aan het schieten was. Vanuit een klein vliegtuig legde hij het bloedbad op film vast. De beelden zijn te zien in Africa Addio. Dit zijn tevens de enige beelden die er ooit van deze slachting gemaakt zijn. 
Na de massamoord vluchtten duizenden Aziaten en Arabieren weg uit Zanzibar. Hun bezittingen werden in beslag genomen door de rebellen 'uit naam van de staat'.

## Na de revolutie
Na de revolutie stelden de rebellen een regering samen met sjeik Abeid Amani Karume als president. Karume riep de Volksrepubliek Zanzibar en Pemba uit en vormde een regering bestaande uit twee partijen: de Afro-Shirazi Partij (ASP) en de Umma Partij (Partij van de Massa). De Umma Partij werd al spoedig buitenspel gezet, waarna Karume zijn ASP tot enige toegestane partij maakte. In april 1964 sloot Karume een verdrag met Tanganjika, waardoor op 26 april 1964 de Verenigde Republiek Tanzania ontstond. Sjeik Abeid Karume bleef president van de semi-autonome staat Zanzibar en voerde een op Oost-Europa, de Sovjet-Unie en de Volksrepubliek China georiënteerde buitenlandse politiek. In Zanzibar werden landhervormingen doorgevoerd: bezit werd in beslag genomen door de staat en verdeeld onder de inwoners met de voormalige rebellen en aanhangers van de ASP voorop. 
In 1972 werd president Karume vermoord, hij werd opgevolgd door de meer gematigde sjeik Aboud Jumbe. Sinds de jaren tachtig ontwikkelt Zanzibar zich in een meer democratische richting.